# Wohn- und Wirtschaftsgebäude Ostendorfer Straße 3

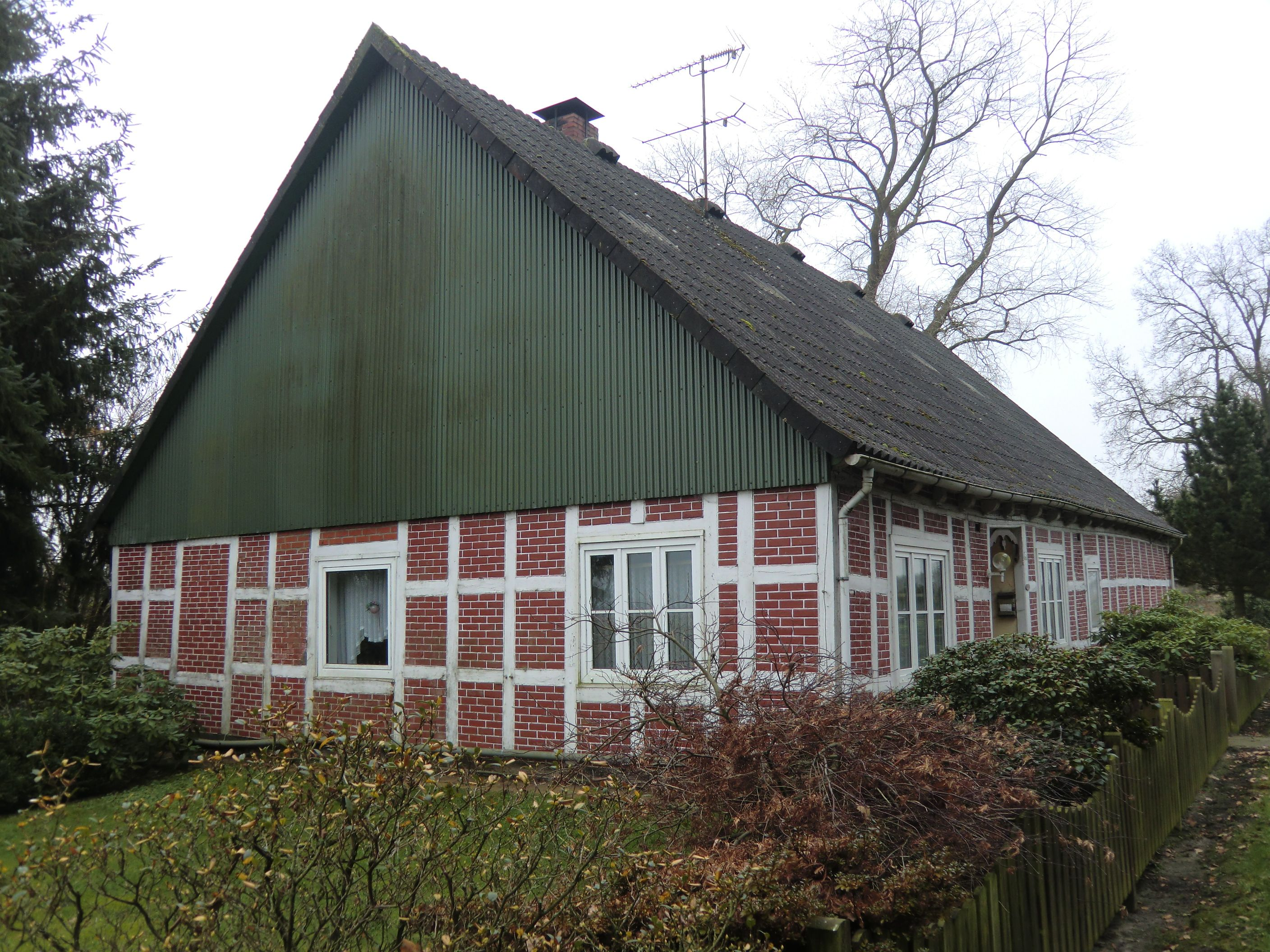
Nord- und Westfassade (2012)

Das Wohn- und Wirtschaftsgebäude Ostendorfer Straße 3 in der niedersächsischen Stadt Bremervörde, Ortsteil Ostendorf, wurde am Ende des 19. Jahrhunderts erbaut. Aktuell (2025) wird es zum Wohnen und landwirtschaftlich genutzt.
Das Gebäude steht unter Denkmalschutz (siehe auch Liste der Baudenkmale in Bremervörde).

## Geschichte und Beschreibung
Bremervörde war um 1000 Sitz der Wasserburg Vörde an der Oste und liegt im Landkreis Rotenburg (Wümme). Ostendorf wurde 1764 im Zuge der Moorkolonisierung durch Jürgen Christian Findorff gegründet. Dabei wurde eine Reihe von Höfen westlich entlang der Ostendorfer Straße relativ einheitlich errichtet.
Das eingeschossige traufständige Gebäude als Zweiständer-Hallenhaus in Fachwerk mit Steinausfachungen, Satteldach und Grooter Door mit geradem Abschluss wurde um 1880 östlich der Straße erbaut. Die Giebeldreiecke wurden regionaltypisch senkrecht verbrettert.
Das Landesdenkmalamt befand u. a.: „… ein regionstypisches Hallenhaus der zweiten Hälfte des 19. Jahrhunderts in Zweiständerkonstruktion …“